# Heidornite
La heidornite è un minerale.